# Tidningen Skriva
Tidningen Skriva är en svensk tidskrift som utkommer med sex nummer per år. Skriva grundades i augusti 2011 i Göteborg av Per Adolfsson och Martin Karlsson. Sedan årsskiftet 2015/2016 ingår Skriva i Offside Press AB, som även ger ut magasinen Offside och Filter. I tidningen delar Sveriges främsta författare och skrivlärare med sig av sina råd och erfarenheter. Chefredaktörer är Tobias Regnéll och Johanna Wiman. Tidningen har räckvidd på 35 000 läsare och finns även i digital version..
Tillsammans med Lava förlag instiftade tidningen hösten 2014 Selmapriset, som årligen utdelas till författare som ger ut sina verk på eget förlag.